# أنجيلا ليتل
أنجيلا ليتل (بالإنجليزية: Angela Little) هي عارضة وممثلة أمريكية، ولدت في 22 يوليو 1972 بألبيرتفيل في الولايات المتحدة. من الجوائز التي نالتها بلاي بوي بلاي ميت سنة 1998.

## أعمال

### أفلام
- (2001) الطبيعة البشرية[4]
- (2001) ساعة الذروة 2[5]
- (2005)  معسكر الفرقة

## جوائز
- بلاي بوي بلاي ميت (1998)

## وصلات خارجية
- أنجيلا ليتل على موقع IMDb (الإنجليزية)
- أنجيلا ليتل على موقع ألو سيني (الفرنسية)
- أنجيلا ليتل على موقع أول موفي (الإنجليزية)
- أنجيلا ليتل على موقع قاعدة بيانات الأفلام السويدية (السويدية)
- أنجيلا ليتل على موقع قاعدة بيانات الفيلم (الإنجليزية)
- أنجيلا ليتل على موقع ليتربوكسد (الإنجليزية)
- أنجيلا ليتل على موقع كينوبويسك (الروسية)